# تيمو رانيكو
تيمو رانيكو (بالفنلندية: Teemu Rannikko) مواليد 9 سبتمبر 1980 في توركو، هو لاعب كرة سلة فنلندي. بدأ مسيرته الاحترافية في سنة 1996. يلعب في الدوري الفنلندي لكرة السلة كلاعب هجوم خلفي. يحمل الرقم 9. يبلغ طوله 6 قدم 2.5 بوصة (1.9 م).

## المسيرة الاحترافية
لعب مع بالاكانسترو ريجيانا في الدوري الإيطالي من سنة 2000 إلى 2002، ثم لعب مع روزيتو شاركز في موسم 2002–2003، ثم لعب مع فيكتوريا يبرتاس بيزارو في الدوري الإيطالي من سنة 2003 إلى 2005، ثم لعب مع أوليمبيا من سنة 2005 إلى 2007، ثم لعب مع خيمكي في الدوري الروسي من سنة 2007 إلى 2009، ثم لعب مع غرناطة في موسم 2009–2010، ثم لعب مع بالاكانسترو فاريزي في الدوري الإيطالي من سنة 2010 إلى 2012، ثم لعب مع أوليمبيا في موسم 2012–2013.

## روابط خارجية
- تيمو رانيكو على موقع الاتحاد الدولي لكرة السلة (الإنجليزية)
- تيمو رانيكو على موقع الدوري الأوروبي لكرة السلة (الإنجليزية)
- تيمو رانيكو على موقع الدوري الإسباني لكرة السلة (الإسبانية)
- تيمو رانيكو على موقع كرة السلة الأوروبية.كوم (الإنجليزية)
- تيمو رانيكو على موقع ريلجم (الإنجليزية)
- تيمو رانيكو على موقع بروبوليرز (الإنجليزية)
- تيمو رانيكو على موقع سبورتس رفرنس (الإنجليزية)